# Ricciotti
  è un nome proprio di persona italiano maschile.

## Varianti
- Maschili: Ricciotto[1]

## Origine e diffusione

Nicola Ricciotti

Di tradizione risorgimentale, riprende il cognome italiano "Ricciotti", portato dai fratelli patrioti Domenico, Giacomo e Nicola Ricciotti. Fu poi riportato in voga da Garibaldi, che così chiamò il suo quarto figlio, Ricciotti Garibaldi. Dal punto di vista etimologico, "Ricciotti" viene da Ritji, una latinizzazione dell'inglese Ridley - i Ricciotti erano infatti di origine britannica, trapiantati nella Campagna nella seconda metà del Cinquecento; Ridley, dal canto suo, è di origine inglese antica, è vuol dire "radura di canne" o "bosco libero".
Il nome ebbe un certo successo nel tardo Ottocento, per poi cadere lentamente in disuso nel corso del Novecento; negli anni 1950 era portato ancora da un migliaio di persone in Italia. Per quanto riguarda la sua diffusione, è maggiormente attestato in Toscana, Emilia-Romagna e Friuli-Venezia Giulia.

## Onomastico
Trattandosi di un nome adespota, ovvero privo di santo patrono, l'onomastico può essere festeggiato il 1º novembre, in occasione di Ognissanti.

## Persone

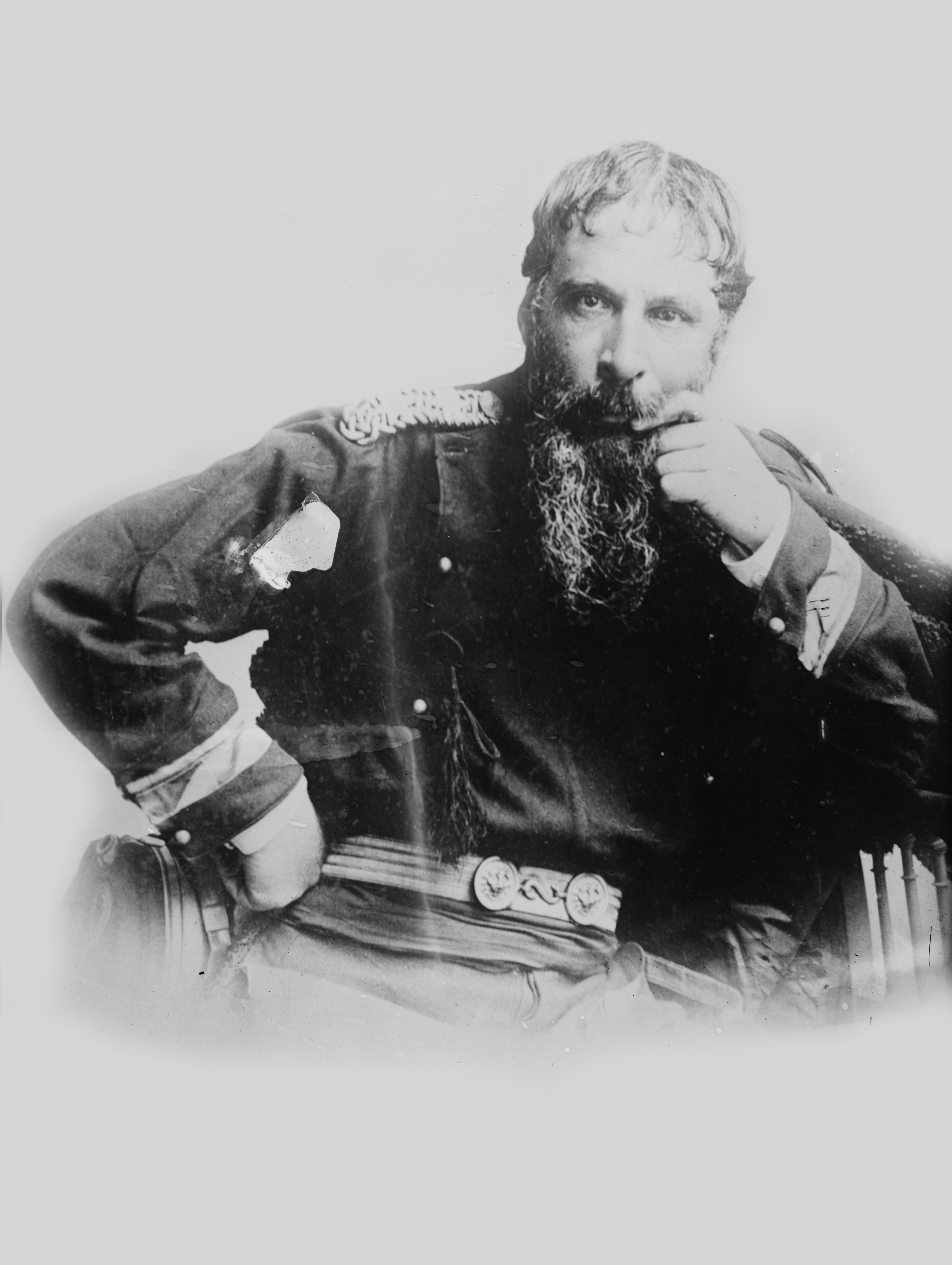
Ricciotti Garibaldi

- Ricciotti Garibaldi, politico, patriota e condottiero italiano
- Ricciotti Garibaldi jr, militare e agente segreto italiano
- Ricciotti Greatti, calciatore italiano
- Ricciotti Lazzero, giornalista e storiografo italiano

### Variante Ricciotto
- Ricciotto Canudo, critico cinematografico, poeta e scrittore italiano